# Зубчаста рейка

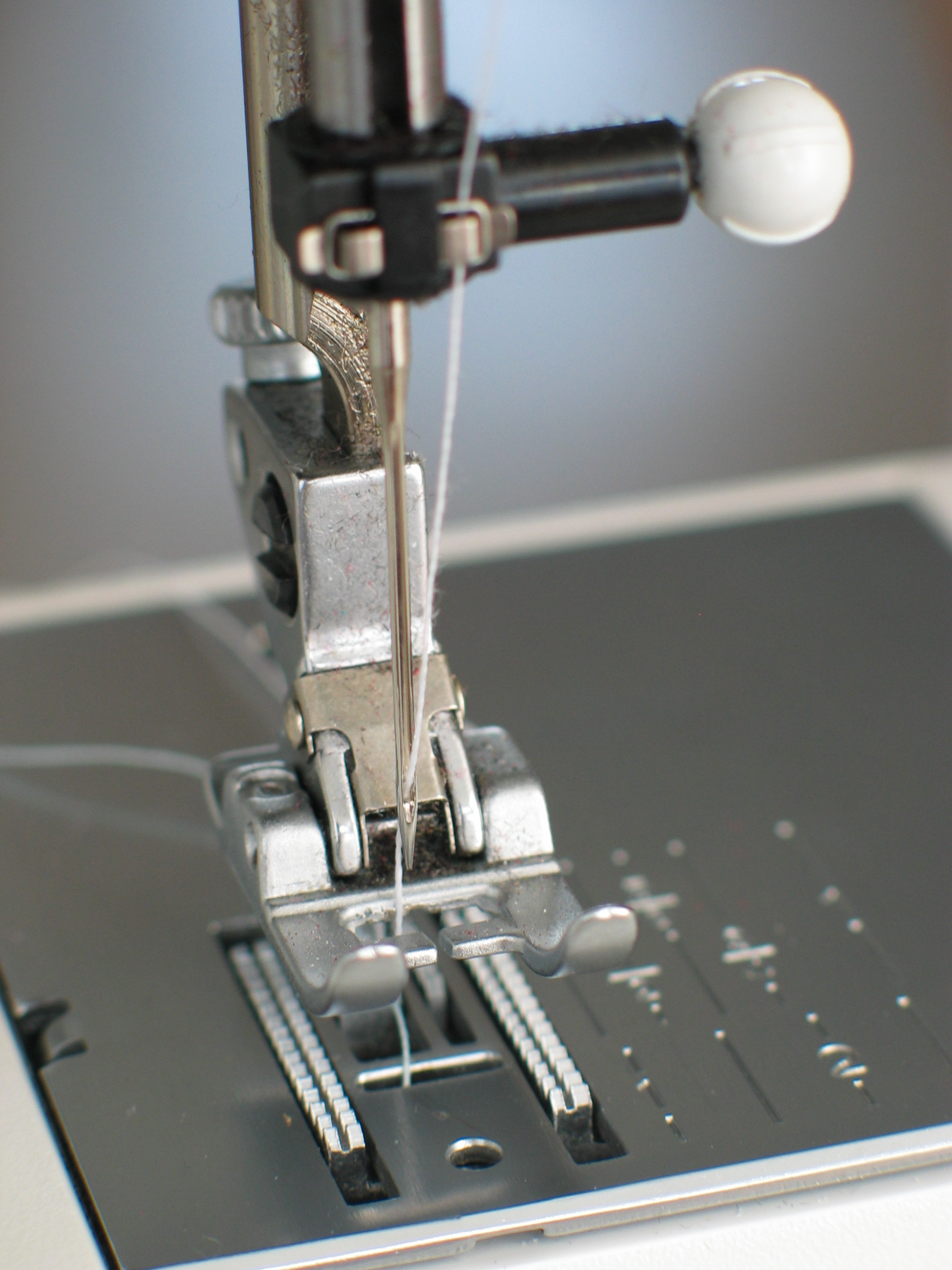
Голкова пластина, лапка та зубчаста рейка (транспортер)

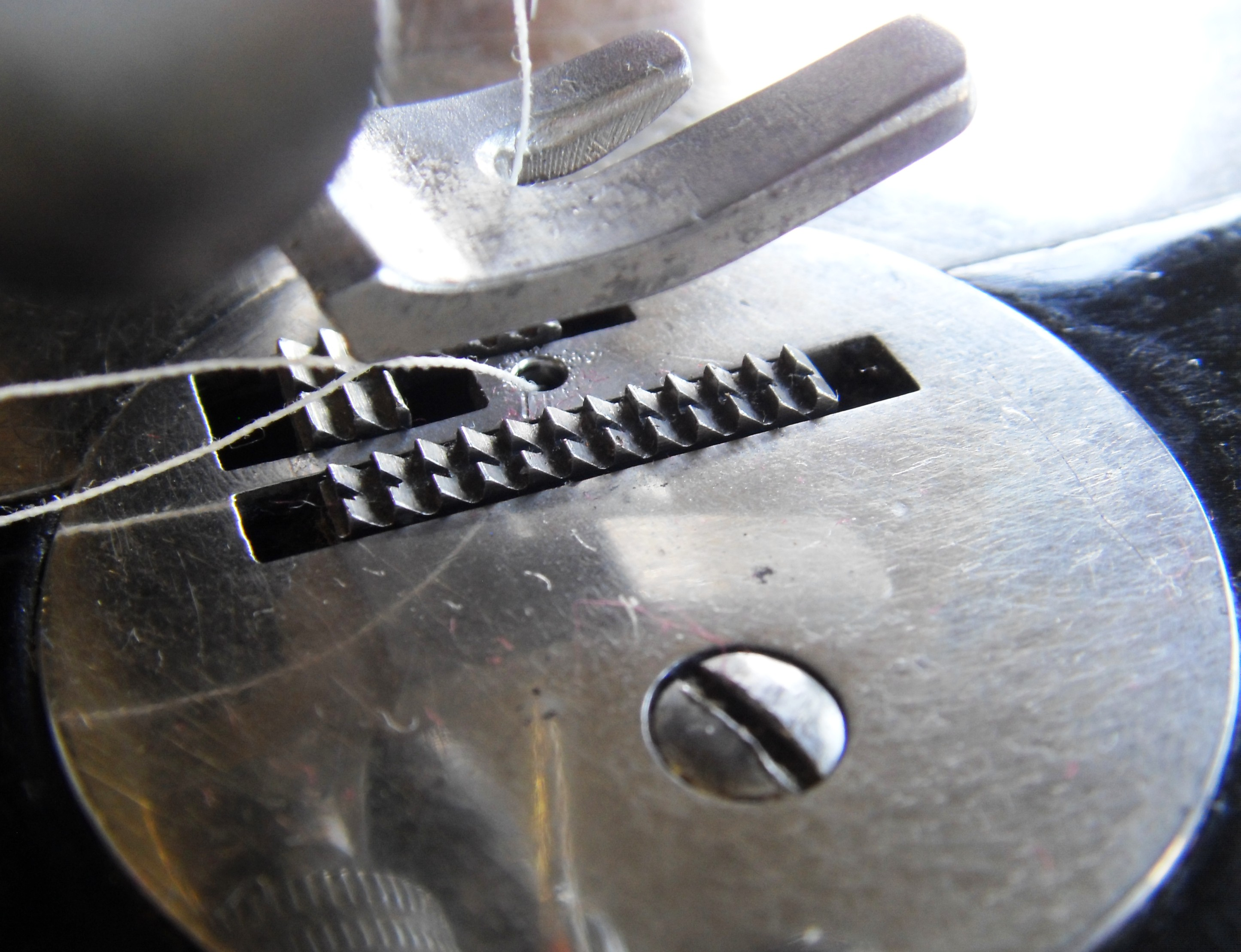
Крупним планом зубачасті рейкі, на яких видно зуби, що піднімаються крізь голкову пластину

Зубчаста рейка, транспортер тканини — це рухома пластина, яка протягує тканину через швейну машину дискретними кроками між стібками.

## Дія
Зубчасті рейки зазвичай нагадують два або три короткі тонкі металеві стрижні з поперечними зубцями, які рухаються спереду назад і вгору-вниз у прорізах голкової пластини швейної машини: спереду назад, щоб просунути тканину, затиснуту між зубцями й притиснуту лапкою до голки, і вгору-вниз, щоб сховатись в кінці свого ходу, відпустити тканину та залишатися втопленими, повертаючись перед тим, як вийти знову, щоб почати новий рух.

## Назва
Механічні зуби названі так, щоб припустити, що щелепа або зуби собаки, тварини, притиснуті до предмета, відмовляються відпустити.
Такий механізм називається «падаючий транспортер» стосовно того, як зуби опускаються під голкову пластину, коли повертаються для наступного захвату. Аллен Б. Вілсон винайшов його в період з 1850 по 1854 рр., одночасно розробляючи обертовий човник швацької машини. Вілсон назвав це «чотири рухи подачі», посилаючись на чотири рухи, які зуби виконують протягом одного повного стібка: вгору в тканину, назад, щоб витягнути тканину вздовж до наступного стібка, вниз із тканини та під голкову пластину, а потім вперед, щоб повернутися у вихідне положення.

## Довжина стібка
Практично всі швейні машини з падаючою подачею можуть змінювати довжину стібка; зазвичай це контролюється важелем або диском на передній частині машини. Зазвичай вони також здатні реверсувати рух транспортера, щоб витягнути тканину назад і утворити зворотний стібок.